# Kunio Ogawa
Kunio Ogawa (小川 国夫; Fujieda, 21 dicembre 1927 – Shizuoka, 8 aprile 2008) è stato uno scrittore giapponese.
Laureatosi presso il dipartimento di letteratura giapponese all'Università di Tokyo, nel 1957 Ogawa pubblicò un libro intitolato アポロンの島 (Aporon no shima?, Isole Apollo) dopo un viaggio nel Mediterraneo. È stato elogiato dal romanziere Toshio Shimao, cui lanciò Ogawa alla carriera di scrittore.
Morì l'8 aprile 2008 nella Prefettura di Shizuoka.